# Nikołaj Protasow
Nikołaj Aleksandrowicz Protasow ros. Николай Александрович Протасов (ur. 27 grudnia 1798, zm. 16 stycznia 1855 w Sankt Petersburgu) – rosyjski generał kawalerii, oberprokurator Świątobliwego Synodu Rządzącego w latach 1836-1855.

## Życiorys
Pochodził z rodziny szlacheckiej, był synem senatora Aleksandra Jakowlewicza Protasowa. W 1813 rozpoczął służbę jako kornet w lejbgwardyjskim pułku huzarów. W 1828 brał udział w wojnie rosyjsko-tureckiej, a w 1831 w tłumieniu powstania listopadowego.
Od 1834 w randze pułkownika pracował w głównym urzędzie d.s. uczelni wyższych, a następnie w głównym urzędzie d.s. cenzury. W 1835 zatrudniony w rosyjskim ministerstwie oświaty (sprawował nadzór nad Głównym Instytutem Pedagogicznym).
24 lutego 1836 został wyznaczony p.o. oberprokuratora Świątobliwego Synodu Rządzącego, zaś 25 czerwca 1836 zaczął pełnić tę funkcję na stałe. Funkcję tę pełnił przez 19 lat, do swojej śmierci. Był autorem reformy szkół cerkiewnych i seminariów. Do programów szkół wprowadził nauki przyrodnicze, medycynę i wiedzę o rolnictwie.
W 1839 rozpoczęła się reforma strukturalna Świątobliwego Synodu Rządzącego, wzorowana na służbach cywilnych. Wśród nowo powstałych organów Synodu była także Komisja szkół cerkiewnych. Jednocześnie zwiększył się zakres władzy i kontroli oberprokuratora nad Synodem.
W 1853 otrzymał awans na generała kawalerii. Zmarł w 1855 w Sankt Petersburgu i został pochowany w starym soborze Monasteru Dońskiego.
Był żonaty z Natalią Golicyną, córką generała-gubernatora Moskwy D. Golicyna.